# Roodbuikmaki
De roodbuikmaki (Eulemur rubriventer) is een zoogdier uit de familie van de maki's (Lemuridae). De wetenschappelijke naam van de soort werd voor het eerst geldig gepubliceerd door Isidore Geoffroy Saint-Hilaire in 1850. Deze halfapen zijn endemische dieren op het eiland Madagaskar.

## Beschrijving

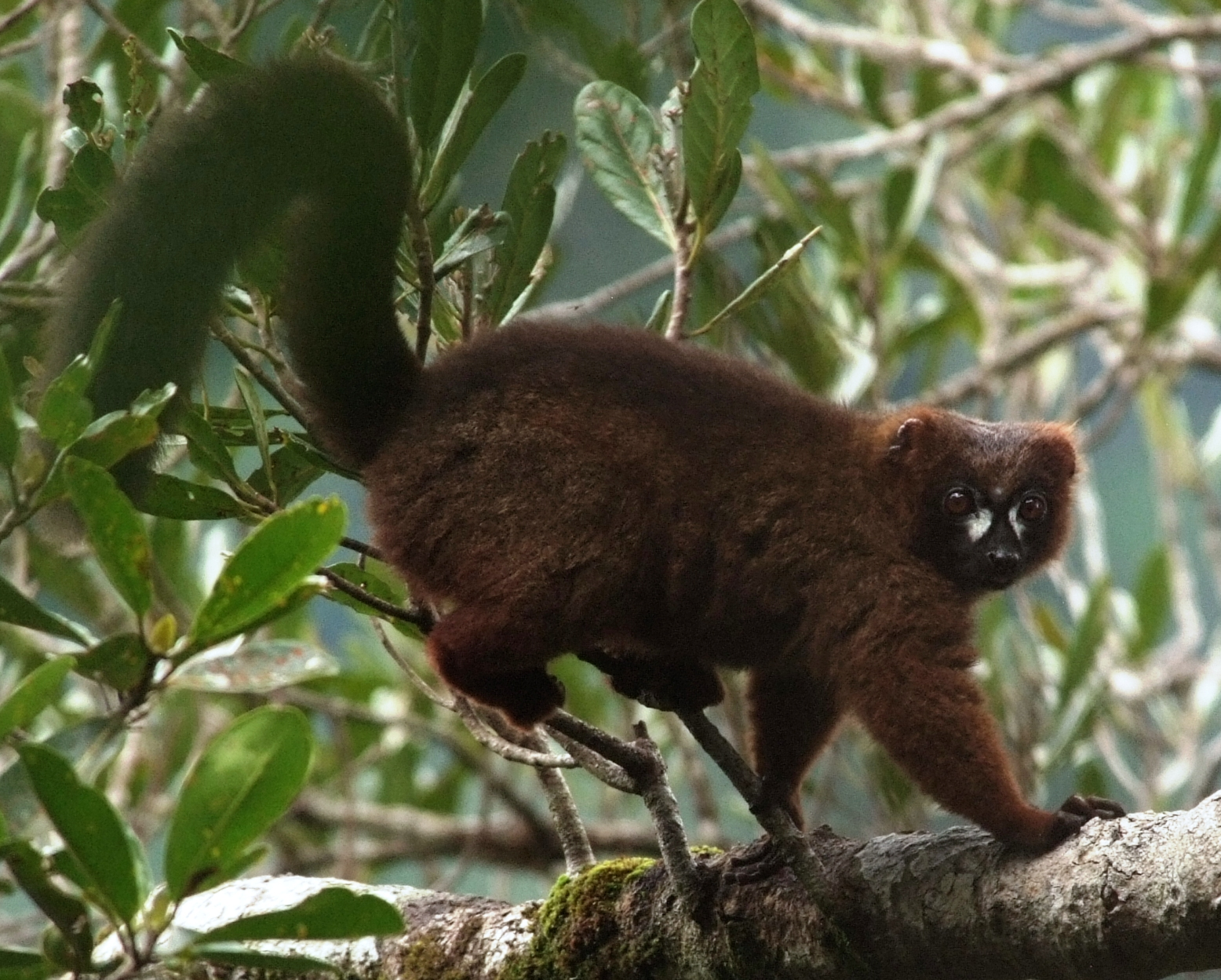
Roodbuikmaki mannetje dat zijn territorium markeert.

Bij roodbuikmaki is er een beetje verschil tussen het mannetje en het vrouwtje. Het mannetje heeft een kastanjebruine vacht op de rug, borst en buik en de staart is bijna zwart. Het vrouwtje heeft dezelfde kleuren op de rug, maar heeft een lichtgrijs gekleurde buik en borst. De vacht is langharig en dichtbehaard. Onder de ogen bevindt zich een witte tekening die lijkt op een masker. De schedel lijkt vierkant door de manier waarop de beharing van de kop over gaat in de beharing van de oren.
Een volwassen roodbuikmaki heeft een kop-romplengte van 35 tot 40 cm, een staartlengte van 43 tot 53 cm en een lichaamsgewicht van 1,6 tot 2,4 kg.

## Leefgebied
De roodbuikmaki leeft in ongeschonden regenwouden en bergbossen tot op een hoogte van 2400 m boven de zeespiegel in het Tsaratanana bergmassief.
Het is een uitgesproken bosbewoner die zowel ’s nachts als overdag actief is. Hij zoekt zijn voedsel in boomkruinen en eet vooral vruchten en is daarom een belangrijke zaadverspreider.
De roodbuikmaki leeft in familiegroepjes, bestaande uit een paartje en hun nakomelingen, dit zijn groepjes van 2 tot maximaal tien dieren.

## Bedreigingen
De roodbuikmaki is kwetsbaar door de vernietiging van zijn leefgebied door zwerflandbouw (slash-and-burn), illegale houtkap en jacht. Populaties zijn beschermd in vier nationale parken en zeven speciale bosreservaten. Daarnaast zijn er betrekkelijk veel dieren die in gevangenschap in dierentuinen gehouden worden. Toch staat de roodbuikmaki als kwetsbaar op de internationale rode lijst.